# Borodzienicze
Borodzienicze (biał. Барадзенічы; ros. Бороденичи) – wieś na Białorusi, w obwodzie witebskim, w rejonie brasławskim, w sielsowiecie Ciecierki.

## Historia
W czasach zaborów wieś w gminie Jody, w powiecie dzisieńskim, w guberni wileńskiej Imperium Rosyjskiego. Pod koniec XIX wieku należała do klucza Ikaźń, własność Aliny z Łopacińskich Niezabytowskiej
W latach 1921–1945 wieś leżała w Polsce, w województwie wileńskim, w powiecie dziśnieńskim (od 1926 w powiecie brasławskim), w gminie Jody, następnie w gminie Brasław.
Według Powszechnego Spisu Ludności z 1921 roku zamieszkiwały tu 254 osoby, 193 były wyznania rzymskokatolickiego a 61 prawosławnego. Jednocześnie 26 mieszkańców zadeklarowało polską a 228 białoruską przynależność narodową. Było tu 55 budynków mieszkalnych. W 1931 w 58 domach zamieszkiwało 260 osób.
Wierni należeli do miejscowej parafii rzymskokatolickiej i prawosławnej w Jodach. Miejscowość podlegała pod Sąd Grodzki w Brasławiu i Okręgowy w Wilnie; właściwy urząd pocztowy mieścił się w Jodach.
W wyniku napaści ZSRR na Polskę we wrześniu 1939 miejscowość znalazła się pod okupacją sowiecką. 2 listopada została włączona do Białoruskiej SRR. Od czerwca 1941 roku pod okupacją niemiecką. W 1944 miejscowość została ponownie zajęta przez wojska sowieckie i włączona do Białoruskiej SRR.
Od 1991 w składzie niepodległej Białorusi.

## Zabytki
- Kościół św Józefa z 1836[8]

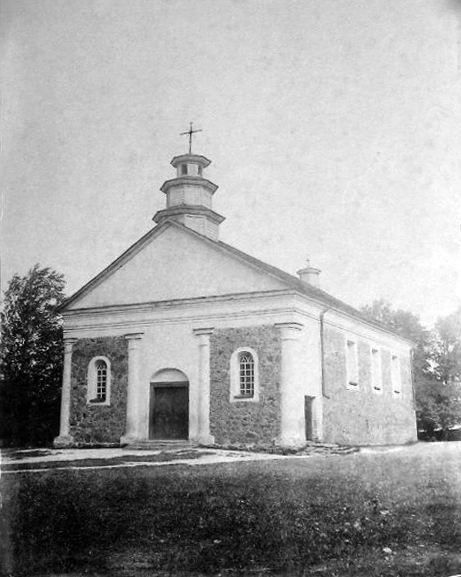
Kościół w 1900 r.
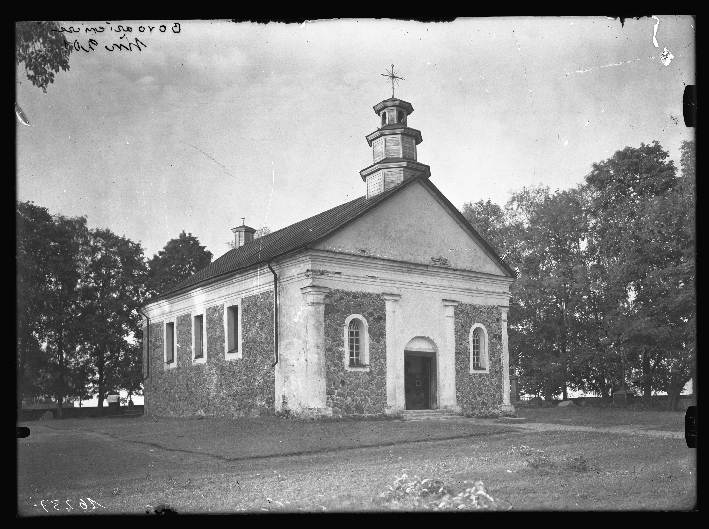
Kościół w 1930 r.
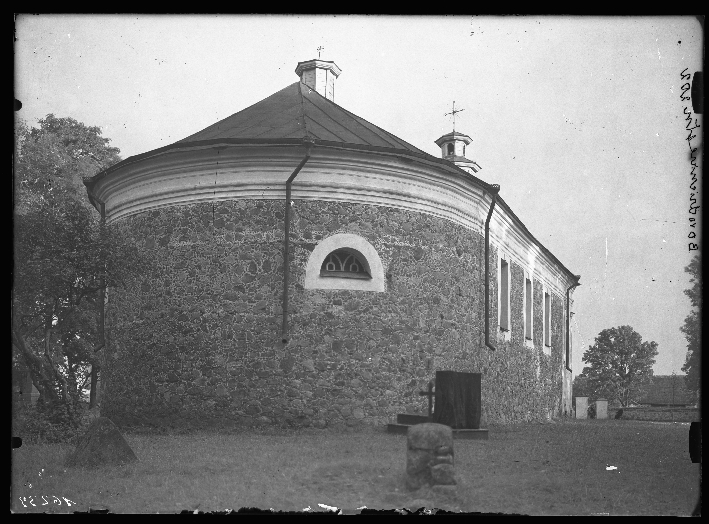
Kościół w 1930 r.
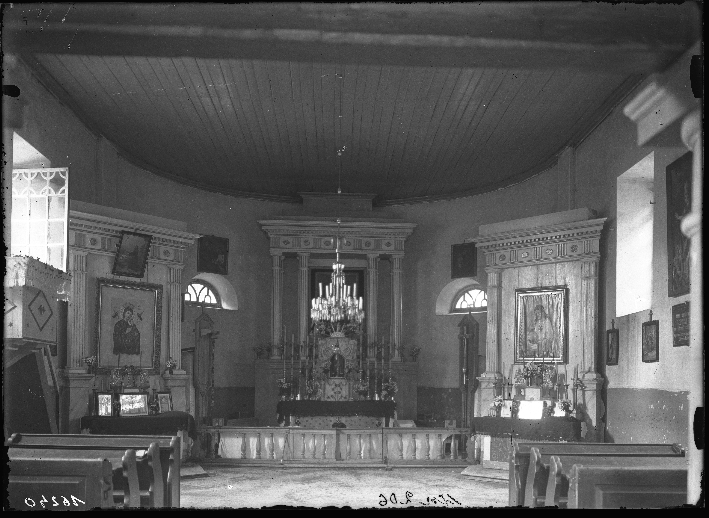
Kościół w 1930 r.
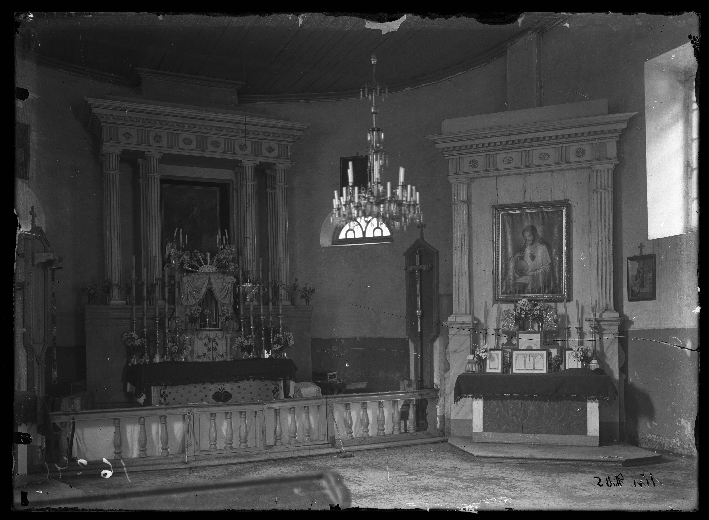
Kościół w 1930 r.
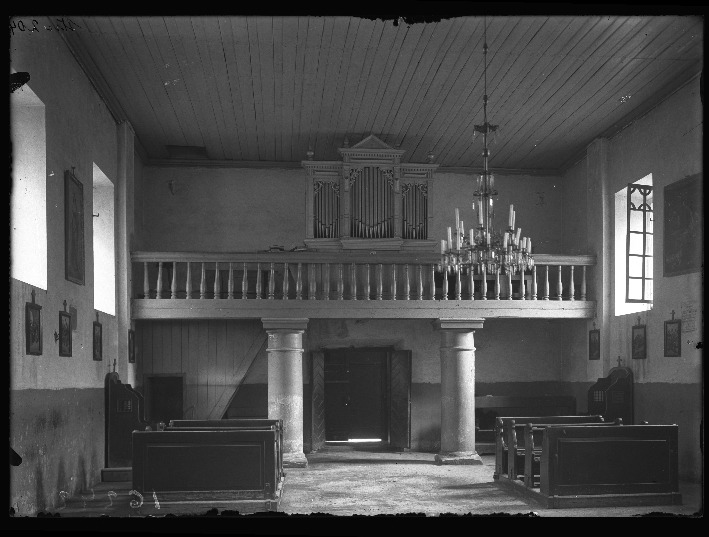
Kościół w 1930 r.
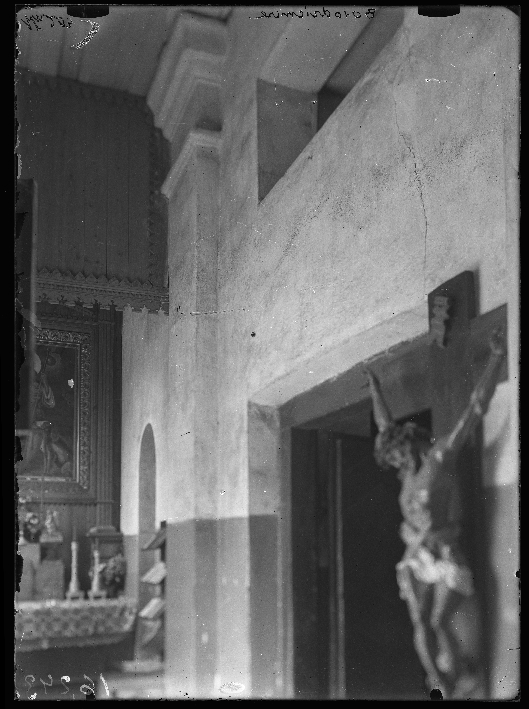
Kościół w 1930 r.